# Большой Пыкарваам
Большо́й Пыкарваа́м — река в России, протекающая по территории Иультинского и Анадырского районов Чукотского автономного округа, левый приток Юрумкувеема. Длина реки — 186 км, площадь водосборного бассейна — 6950 км².
Исток реки находится на северных склонах горы Юбилейной в южной части Чукотского нагорья, к западу от верховий реки Большая Осиновая, на высоте более 640 м над уровнем моря. Протекает по горной тундре: в верховьях течёт на запад и юго-запад. Затем, приняв приток реку Голубичную, поворачивает на северо-запад; русло реки расширяется до 38 м. При впадении крупнейшего притока, реки Малый Пыкарваам, направление течения вновь меняется на юго-западное. Поселения на берегах отсутствуют. Для реки характерны многочисленные наледи, протоки, шиверы и осерёдки. Впадает в Юрумкувеем многочисленными рукавами по левому берегу на отметке менее 252 м над уровнем моря в 301 км от его устья, выше впадения Куйвивеема. Ширина в низовьях — 65 м при глубине 4 м; скорость течения перед устьем составляет 1,2 м/с. 

## Основные притоки
Указаны поименованные притоки длиной 30 км и более.
| Название        | Расстояние от устья | Длина | Положение |
| --------------- | ------------------- | ----- | --------- |
| Малый Пыкарваам | 47                  | 88    | правый    |
| Интекин         | 71                  | 31    | правый    |
| Голубичная      | 102                 | 55    | правый    |

## Данные водного реестра
По данным государственного водного реестра России и геоинформационной системы водохозяйственного районирования территории РФ, подготовленной Федеральным агентством водных ресурсов:
- Бассейновый округ — Анадыро-Колымский
- Речной бассейн — Анадырь
- Речной подбассейн — нет
- Водохозяйственный участок — Анадырь от впадения реки Майн до устья
- Код водного объекта — 19050000212119000115512